# Migos
Die Migos war eine US-amerikanische Hip-Hop-Gruppe aus Lawrenceville im US-Bundesstaat Georgia, die im Jahr 2008 gegründet wurde. Sie bestand aus den Rappern Offset und Quavo. Bis zu seinem Tod 2022 gehörte auch Takeoff dazu. Sie feierten 2013 nach mehreren Mixtapes-Veröffentlichungen mit ihrer Debütsingle Versace ihren kommerziellen Durchbruch. 2016 erreichten sie mit dem Lied Bad and Boujee aus ihrem zweiten Studioalbum Culture erstmals die deutschen Singlecharts und standen zwei Wochen an der Spitze der US-amerikanischen Billboard Hot 100.

## Bandgeschichte

### Bis 2016: Gründung und musikalische Anfänge
Die drei Rapper Offset, Quavo und Takeoff schlossen sich 2008 unter dem Namen Polo Club zusammen und änderten im Jahr darauf ihren Namen in Migos. Sie begannen mit dem Produzieren von Mixtapes. Auf der zweiten Veröffentlichung No Label war das Stück Bando enthalten, mit dem sie in ihrer Heimat Atlanta einen ersten Erfolg hatten. Kevin Lee, Manager von Gucci Mane und Young Jeezy, wurde auf sie aufmerksam und Produzent Zaytoven unterstützte sie bei weiteren Veröffentlichungen. Beim Label Quality Control erschien ihr nächstes Mixtape Y.R.N. (Young Rich Niggas) und mit dem darauf enthaltenen Song Versace gelang ihnen bereits der nationale Durchbruch. Er hielt sich lange in den Rap- und R&B-Charts und schaffte auch den Sprung in die offiziellen Charts. Außerdem erreichte er Gold-Status. Für zusätzliche Popularität sorgte die Beteiligung des Rappers Drake an einem Song-Remix. Auch das Mixtape kam in die R&B-Charts.
Ein Jahr später kamen sie mit dem Mixtape No Label 2 erstmals auch in die offiziellen Albumcharts. Darauf enthalten war Fight Night, ihr zweiter Charthit und die zweite Goldsingle. Es waren ihre ersten Veröffentlichungen über das Independent-Label Atlantic. Dort erschien 2015 auch das Debütalbum Yung Rich Nation, das Platz 3 der Rap-Charts und Platz 17 der offiziellen Charts erreichte. Die beiden Singleauskopplungen One Time und Pipe It Up verpassten aber den Charteinstieg. Dafür hatten sie mit Look at My Dab einen weiteren Singlehit. Die Tanzchoreografie aus dem Musikvideo fand zahlreiche Nachahmer und wurde zu einem kleineren viralen Phänomen im Netz.

### 2016–2017: DebütalbumCulture
2016 nutzte insbesondere Quavious Marshall alias Quavo, um sich an den Singles zahlreicher prominenter Musiker und Rapper zu beteiligen, beispielsweise wirkte er am Song VVS (2018) des deutschen Rappers Ufo361 mit. Mehrfach kamen diese Songs in die Charts und erreichten zweimal auch Goldstatus. Ende des Jahres nahmen dann Migos wieder zusammen mit Lil Uzi Vert die Single Bad and Boujee auf. Sie war die Leadsingle ihres Albums Culture, das am 27. Januar 2017 erschien. Innerhalb weniger Wochen stieg das Lied bis auf Platz 1 der US-Charts und konnte sich auch im englischsprachigen Ausland in den Hitparaden platzieren. Sechs weitere Songs kamen mit der Albumveröffentlichung ebenfalls in den US-amerikanischen Singlecharts. Darunter war auch die Nachfolgesingle T-Shirt, die sich über 2 Millionen Mal verkaufte. Am 16. Mai 2017 veröffentlichten Migos die dritte Singleauskopplung Slippery, die gemeinsam mit Gucci Mane aufgenommen worden war.
Gemeinsam mit dem schottischen Produzenten Calvin Harris und dem US-amerikanischen Musiker Frank Ocean veröffentlichten sie im Frühjahr 2017 die Single Slide, die sich zu einem internationalen Hit entwickelte und sich über 3 Millionen Mal verkaufte. Kurz darauf steuerten sie einen Gastpart zu Katy Perrys Witness-Single Bon Appétit bei, der dem Trio ein weiteres Mal in über 25 Ländern eine Chartplatzierung einbrachte. Am 5. September 2017 veröffentlichten sie in Zusammenarbeit mit Gucci Mane das Lied I Get the Bag, das in den USA bis auf Platz 11 vorrücken konnte und mit 3-fach-Platin ausgezeichnet wurde. Ende 2017 steuerten sie zusammen mit dem US-amerikanischen DJ und Produzenten Marshmello den gemeinsamen Song Danger zum Netflix-Fantasy-Actionfilm Bright bei. Dieser konnte sich, obwohl er nicht als Single veröffentlicht wurde, durch Streaming in den US-amerikanischen sowie in den kanadischen Charts platzieren. Zudem erschien ein gemeinsames Musikvideo.

### 2018:Culture II
Am 27. Oktober 2017 veröffentlichten Migos die Single MotorSport, die den Auftakt für ihr drittes Studioalbum darstellte. Diese Single entstand in Zusammenarbeit mit den US-amerikanischen Rapperinnen Nicki Minaj und Cardi B. Im Dezember 2017 folgte das Lied Stir Fry als zweite Auskopplung. Diese wurde vom US-amerikanischen Musiker Pharrell Williams geschrieben und produziert. Wie auch mit dem Vorgänger erreichten sie mit der Single die Top 10 in der Heimat sowie Auszeichnungen in zahlreichen weiteren Ländern. Am 8. Dezember 2017 wurde von ihrem Plattenlabel Quality Control Music ein Kollaborationsalbum veröffentlicht, auf dem sie mehrere Lieder sowohl als Trio, als auch solo beisteuerten. Am 22. Januar 2018 erschien das Lied Supastars als Promo- und gleichzeitig Vorabsingle. Am 26. Januar folgte Culture II, das sich in den Vereinigten Staaten über eine Million Mal verkaufte und somit wie der Vorgänger die Platinauszeichnung erhielt. 13 der 36 Tracks konnten auf Anhieb in die US-amerikanischen Hot 100 vorrücken, mit darunter waren unter anderem Kollaborationen mit Post Malone, 21 Savage und Big Sean.

### 2021:Culture III
Culture III war das letzte Studioalbum von Migos als Trio. Es wurde am 11. Juni 2021 von Capitol Records, Motown Records und Quality Control Music veröffentlicht. Das Album enthält Gastauftritte von Drake, Cardi B, Polo G, Future, Justin Bieber, den verstorbenen Rappern Juice WRLD und Pop Smoke sowie NBA YoungBoy. Es war der Nachfolger ihres 2018er Albums Culture II, Culture und bildete den Abschluss ihrer Culture-Trilogie.
Culture III wurde von drei Singles unterstützt: Need It und Straightenin sowie der Promosingle Avalanche. Das Album erhielt allgemein positive Kritiken von Kritikern und debütierte auf Platz zwei der US Billboard 200.
Am 1. November 2022 wurde Kirshnik Khari Ball alias Takeoff bei einer Schießerei in Houston getötet, womit die Gründungsformation nicht mehr bestand.

## Mitglieder
- Offset (* 14. Dezember 1991 in Lawrenceville, Georgia als Kiari Kendrell Cephus)
- Quavo (* 2. April 1991 in Athens, Georgia als Quavious Keyate Marshall)

ehemaliges Mitglied
- Takeoff (* 18. Juni 1994 in Lawrenceville, Georgia als Kirshnik Kharil Ball; † 1. November 2022 in Houston, Texas)

## Diskografie
Studioalben

| Jahr | Titel            | Höchstplatzierung, Gesamtwochen, AuszeichnungChartplatzierungen (Jahr, Titel, Platzierungen, Wochen, Auszeichnungen, Anmerkungen) | Höchstplatzierung, Gesamtwochen, AuszeichnungChartplatzierungen (Jahr, Titel, Platzierungen, Wochen, Auszeichnungen, Anmerkungen) | Höchstplatzierung, Gesamtwochen, AuszeichnungChartplatzierungen (Jahr, Titel, Platzierungen, Wochen, Auszeichnungen, Anmerkungen) | Höchstplatzierung, Gesamtwochen, AuszeichnungChartplatzierungen (Jahr, Titel, Platzierungen, Wochen, Auszeichnungen, Anmerkungen) | Höchstplatzierung, Gesamtwochen, AuszeichnungChartplatzierungen (Jahr, Titel, Platzierungen, Wochen, Auszeichnungen, Anmerkungen) | Anmerkungen                                                 |
| Jahr | Titel            | DE | AT | CH | UK | US | Anmerkungen                                                 |
| ---- | ---------------- | --- | --- | --- | --- | --- | ----------------------------------------------------------- |
| 2015 | Yung Rich Nation | — | — | — | — | US17 (2 Wo.)US | Erstveröffentlichung: 31. Juli 2015                         |
| 2017 | Culture          | DE63 (1 Wo.)DE | — | CH22 (1 Wo.)CH | UK16 Gold · (11 Wo.)UK | US1 Platin · (108 Wo.)US | Erstveröffentlichung: 27. Januar 2017 Verkäufe: + 1.185.000 |
| 2018 | Culture II       | DE14 (10 Wo.)DE | AT14 (4 Wo.)AT | CH5 (10 Wo.)CH | UK4 Gold · (17 Wo.)UK | US1 ×2Doppelplatin · (110 Wo.)US                                                                                                  | Erstveröffentlichung: 26. Januar 2018 Verkäufe: + 2.425.000 |
| 2021 | Culture III      | DE15 (3 Wo.)DE | AT4 (4 Wo.)AT | CH2 (4 Wo.)CH | UK9 (4 Wo.)UK | US2 (22 Wo.)US | Erstveröffentlichung: 11. Juni 2021 Verkäufe: + 7.500       |